# Saison 2022-2023 du FC Annecy
Maillots
Dernière mise à jour : 31 mai.
Chronologie
Saison précédente Saison suivante
La saison 2022-2023 du FC Annecy est la première année de l'équipe première en championnat de France de football de Ligue 2 grâce à la promotion acquise la saison précédente et marque le retour du club dans le monde professionnel près de 30 ans après sa dernière relégation en 1993. Après avoir terminé à une très belle 2e place du championnat de National 2021-2022, le FC Annecy devient le premier club de football professionnel des Pays de Savoie depuis la disparition de l'eTG FC à l'été 2016. Le club se retrouve donc de nouveau engagé en Ligue 2 et en Coupe de France. L'équipe est entraînée par Laurent Guyot.

## Budget
| Saison | 2022-2023 |
| Budget | 8 M€      |

## Tableau des transferts
| Nom                  | Nationalité   | Poste     | Transfert       | Provenance/Destination              |
| -------------------- | ------------- | --------- | --------------- | ----------------------------------- |
| Arrivées             |               |           |                 |                                     |
| Thomas Callens       | France        | Gardien   | Prêt (OA levée) | FC Lorient Ligue 1                  |
| Moïse Sahi Dion      | Côte d'Ivoire | Attaquant | Prêt sans OA    | RC Strasbourg Ligue 1               |
| Ibrahima Baldé       | France        | Attaquant | Prêt sans OA    | RC Lens Ligue 1                     |
| Yohan Demoncy        | France        | Milieu    | Prêt sans OA    | Paris FC Ligue 2                    |
| Tidiane Malbec       | France        | Gardien   | Libre           | Girondins de Bordeaux Ligue 2       |
| Vincent Pajot        | France        | Milieu    | Libre           | FC Metz Ligue 2                     |
| Steve Shamal         | France        | Attaquant | Libre           | SM Caen Ligue 2                     |
| Alexandre Phliponeau | France        | Milieu    | Libre           | Olympique de Marseille B National 2 |
| Kevin Farade         | France        | Attaquant | Libre           | US Créteil Lusitanos National 2     |
| François Lajugie     | France        | Défenseur | Libre           | FC Bastia-Borgo National 2          |
| Clément Billemaz     | France        | Attaquant | Libre           | Louhans-Cuiseaux FC National 2      |
| Gaby Jean            | France        | Défenseur | Libre           | Louhans-Cuiseaux FC National 2      |
| Départs              |               |           |                 |                                     |
| Alexandre Pierre     | Haïti         | Gardien   | Retour de prêt  | RC Strasbourg Ligue 1               |
| Yahya Soumaré        | France        | Attaquant | Retour de prêt  | Olympique lyonnais Ligue 1          |
| Godson Kyeremeh      | France        | Attaquant | Retour de prêt  | SM Caen Ligue 2                     |
| Jacques-Julien Siwe  | France        | Attaquant | Retour de prêt  | EA Guingamp Ligue 2                 |
| Ahmed Mogni          | Comores       | Attaquant | Libre           | Jeunesse d'Esch BGL Ligue           |
| Mickaël Salamone     | France        | Gardien   | Libre           | AS Poissy Foot National 2           |
| Melvin Sitti         | France        | Milieu    | Libre           | EA Guingamp B National 2            |
| Nicolas Garby        | France        | Défenseur | Libre           | GFA Rumilly National 3              |
| Maxime Bado          | France        | Milieu    | Libre           | Aix FC National 3                   |
| Matthieu Sans        | France        | Défenseur | Retraite        | -                                   |
| Steven Pinto-Borges  | France        | Milieu    | Retraite        | -                                   |

| Nom              | Nationalité | Poste     | Transfert    | Provenance/Destination   |
| ---------------- | ----------- | --------- | ------------ | ------------------------ |
| Arrivées         |             |           |              |                          |
| Samuel Ntamack   | France      | Attaquant | Libre        | SO Romorantin National 2 |
| Hady Camara      | France      | Défenseur | Prêt sans OA | EA Guingamp Ligue 2      |
| Départs          |             |           |              |                          |
| Alexandre Fillon | France      | Milieu    | Transfert    | Le Puy Foot 43 National  |

## Classement
| Rang | Équipe            | Pts | J  | G  | N  | P  | Bp | Bc | Diff | Promotion ou relégation |
| ---- | ----------------- | --- | -- | -- | -- | -- | -- | -- | ---- | ----------------------- |
| 15   | Stade lavallois P | 46  | 38 | 14 | 4  | 20 | 44 | 56 | −12  |                         |
| 16   | Valenciennes FC   | 45  | 38 | 10 | 15 | 13 | 42 | 49 | −7   |                         |
| 17   | FC Annecy P       | 45  | 38 | 11 | 12 | 15 | 39 | 51 | −12  |                         |
| 18   | Dijon FCO         | 42  | 38 | 10 | 12 | 16 | 38 | 43 | −5   | Relégation en National  |
| 19   | Nîmes Olympique   | 36  | 38 | 10 | 6  | 22 | 44 | 62 | −18  | Relégation en National  |

## Coupe de France de football
| \| Callens Bastian Jean Mouanga Lajugie Temanfo Rocchi Kashi Demoncy Pajot Sahi \| Composition du FC Annecy en quart de finale de la coupe de France 2023. |
| Callens Bastian Jean Mouanga Lajugie Temanfo Rocchi Kashi Demoncy Pajot Sahi                                                                               |

| 7e tour                      | FC Annecy                                                           | 8 - 1   | Diables noirs (Mayotte) | Parc des Sports, Annecy                                 |                                                         |
| Samedi 29 octobre 2022 16:00 | Kashi 10e · Pajot 25e 45e 65e · Sahi 34e 71e · Bengueddoudj 81e 88e | (4 - 1) | 29e Fadhul              | Diffuseur : Mayotte La 1ère Arbitrage : Azzedine Souifi | Diffuseur : Mayotte La 1ère Arbitrage : Azzedine Souifi |
| Samedi 29 octobre 2022 16:00 | Mendy 47e                                                           | Rapport | 28e Alphonse            | Diffuseur : Mayotte La 1ère Arbitrage : Azzedine Souifi | Diffuseur : Mayotte La 1ère Arbitrage : Azzedine Souifi |

| 8e tour                       | Lyon-La Duchère                      | 2 - 3   | FC Annecy                           | Stade de Balmont, Lyon                     |                                            |
| Samedi 19 novembre 2022 19:00 | Penneteau 67e · Gadacha 90+3e (pen.) | (0 - 1) | 1re 67e Sahi · 90e Shamal           | Diffuseur : FFFtv Arbitrage : Gaël Angoula | Diffuseur : FFFtv Arbitrage : Gaël Angoula |
| Samedi 19 novembre 2022 19:00 | Jebabli 80e                          | Rapport | 40e Pajot · 80e Lajugie · 90e Mendy | Diffuseur : FFFtv Arbitrage : Gaël Angoula | Diffuseur : FFFtv Arbitrage : Gaël Angoula |

| 32e de finale               | ES Villerupt Thil                 | 1 - 6   | FC Annecy                                                       | Stade André Valentin, Amnéville-les-Thermes                                                             | |
| Samedi 7 janvier 2023 18:00 | Mannarino 19e                     | (1 - 4) | 7e 29e Pajot · 16e Temanfo · 23e Mendy · 64e Rocchi · 75e Baldé | Spectateurs : 5 000 Diffuseur : beIN Sports 1 (multiplex), beIN Sports MAX 10 Arbitrage : Olivier Thual | Spectateurs : 5 000 Diffuseur : beIN Sports 1 (multiplex), beIN Sports MAX 10 Arbitrage : Olivier Thual |
| Samedi 7 janvier 2023 18:00 | Milla 31e · Ali 35e · Isamene 88e | Rapport | 18e Pajot                                                       | Spectateurs : 5 000 Diffuseur : beIN Sports 1 (multiplex), beIN Sports MAX 10 Arbitrage : Olivier Thual | Spectateurs : 5 000 Diffuseur : beIN Sports 1 (multiplex), beIN Sports MAX 10 Arbitrage : Olivier Thual |

| 16e de finale                  | ASM Belfort                                   | 1 - 1             | FC Annecy                                    | Stade Roger-Serzian, Belfort                                                                             | |
| Dimanche 22 janvier 2023 18:30 | Sissoko 10e                                   | (1 - 0)           | 56e Baldé                                    | Spectateurs : 2 300 Diffuseur : beIN Sports 1 (multiplex), beIN Sports MAX 7 Arbitrage : Bastien Dechepy | Spectateurs : 2 300 Diffuseur : beIN Sports 1 (multiplex), beIN Sports MAX 7 Arbitrage : Bastien Dechepy |
| Dimanche 22 janvier 2023 18:30 | Voirol 90+1e                                  | Rapport           | 82e Pajot · 90+3e Bastian ·                  | Spectateurs : 2 300 Diffuseur : beIN Sports 1 (multiplex), beIN Sports MAX 7 Arbitrage : Bastien Dechepy | Spectateurs : 2 300 Diffuseur : beIN Sports 1 (multiplex), beIN Sports MAX 7 Arbitrage : Bastien Dechepy |
| Dimanche 22 janvier 2023 18:30 | Regnier · Ramos · Sissoko · Berrabha · Cuenin | Tirs au but 3 - 4 | Kashi · Billemaz · Pajot · Temanfo · Bosetti | Spectateurs : 2 300 Diffuseur : beIN Sports 1 (multiplex), beIN Sports MAX 7 Arbitrage : Bastien Dechepy | Spectateurs : 2 300 Diffuseur : beIN Sports 1 (multiplex), beIN Sports MAX 7 Arbitrage : Bastien Dechepy |

| 8e de finale                  | Paris FC                                                             | 1 - 1             | FC Annecy                                                                       | Stade Charléty, Paris                                                                  |                                                                                        |
| Mercredi 8 février 2023 18:15 | Boutaïb 90+1e                                                        | (0 - 0)           | Farade 67e (pen.)                                                               | Diffuseur : beIN Sports 2 (multiplex), beIN Sports MAX 7 Arbitrage : Pierre Gaillouste | Diffuseur : beIN Sports 2 (multiplex), beIN Sports MAX 7 Arbitrage : Pierre Gaillouste |
| Mercredi 8 février 2023 18:15 | Rapport                                                              |                   |                                                                                 | Diffuseur : beIN Sports 2 (multiplex), beIN Sports MAX 7 Arbitrage : Pierre Gaillouste | Diffuseur : beIN Sports 2 (multiplex), beIN Sports MAX 7 Arbitrage : Pierre Gaillouste |
| Mercredi 8 février 2023 18:15 | Boutaïb · Caddy · Kebbal · Phiri · Mandouki · Koré · Hanin · Chergui | Tirs au but 5 - 6 | Farade · Mouanga · Testud · El Jaouhari · Billemaz · Jean · Gonçalves · Temanfo | Diffuseur : beIN Sports 2 (multiplex), beIN Sports MAX 7 Arbitrage : Pierre Gaillouste | Diffuseur : beIN Sports 2 (multiplex), beIN Sports MAX 7 Arbitrage : Pierre Gaillouste |

| Quart de finale              | Olympique de Marseille                                                        | 2 - 2             | FC Annecy                                                                 | Orange Vélodrome, Marseille                                                                             | |
| Mercredi 1er mars 2023 21:00 | Veretout 29e · Mughe 90+6e                                                    | (1 - 0)           | 53e Dion · 59e Mouanga                                                    | Spectateurs : 63 929 Diffuseur : beIN Sports 1 Arbitrage : Benoît Bastien Arbitre vidéo : Jérémy Stinat | Spectateurs : 63 929 Diffuseur : beIN Sports 1 Arbitrage : Benoît Bastien Arbitre vidéo : Jérémy Stinat |
| Mercredi 1er mars 2023 21:00 | Rapport                                                                       |                   |                                                                           | Spectateurs : 63 929 Diffuseur : beIN Sports 1 Arbitrage : Benoît Bastien Arbitre vidéo : Jérémy Stinat | Spectateurs : 63 929 Diffuseur : beIN Sports 1 Arbitrage : Benoît Bastien Arbitre vidéo : Jérémy Stinat |
| Mercredi 1er mars 2023 21:00 | Guendouzi · Sánchez · Tavares · Clauss · Ounahi · Vitinha · Rongier · Balerdi | Tirs au but 6 - 7 | Kashi · Demoncy · Mouanga · Baldé · Jean · El Jaouhari · Shamal · Lajugie | Spectateurs : 63 929 Diffuseur : beIN Sports 1 Arbitrage : Benoît Bastien Arbitre vidéo : Jérémy Stinat | Spectateurs : 63 929 Diffuseur : beIN Sports 1 Arbitrage : Benoît Bastien Arbitre vidéo : Jérémy Stinat |

| Demi finale              | FC Annecy                   | 1 - 2   | Toulouse FC                | Parc des Sports, Annecy                                                                             | |
| Jeudi 6 avril 2023 20:45 | Bosetti 45+4e (pen.)        | (1 - 1) | 36e Aboukhlal · 85e Chaïbi | Spectateurs : 13 620 Diffuseur : beIN Sports 1 Arbitrage : Jérémy Stinat Arbitre vidéo : Bruno Coué | Spectateurs : 13 620 Diffuseur : beIN Sports 1 Arbitrage : Jérémy Stinat Arbitre vidéo : Bruno Coué |
| Jeudi 6 avril 2023 20:45 | Temanfo 25e · Bosetti 45+5e | Rapport | 56e van den Boomen         | Spectateurs : 13 620 Diffuseur : beIN Sports 1 Arbitrage : Jérémy Stinat Arbitre vidéo : Bruno Coué | Spectateurs : 13 620 Diffuseur : beIN Sports 1 Arbitrage : Jérémy Stinat Arbitre vidéo : Bruno Coué |

## Statistiques

### Buteurs
|    | Buteur               | L2 | CDF | Total |
| -- | -------------------- | -- | --- | ----- |
| 1  | Moïse Sahi Dion      | 13 | 5   | 18    |
| 2  | Vincent Pajot        | 1  | 5   | 6     |
| 3  | Alexy Bosetti        | 4  | 0   | 4     |
| 3  | Steve Shamal         | 3  | 1   | 4     |
| 3  | Ibrahima Baldé       | 2  | 2   | 4     |
| 6  | Ahmed Kashi          | 2  | 1   | 3     |
| 6  | Kévin Mouanga        | 2  | 1   | 3     |
| 8  | Kévin Testud         | 2  | 0   | 2     |
| 8  | Arnold Temanfo       | 1  | 1   | 2     |
| 8  | Zakaria Bengueddoudj | 0  | 2   | 2     |
| 11 | Romain Spano         | 1  | 0   | 1     |
| 11 | Clément Billemaz     | 1  | 0   | 1     |
| 11 | Samuel Ntamack       | 1  | 0   | 1     |
| 11 | Bissenty Mendy       | 0  | 1   | 1     |
| 11 | Jean-Jacques Rocchi  | 0  | 1   | 1     |
| 11 | Kévin Farade         | 0  | 1   | 1     |
|    | 16 buteurs           | 33 | 21  | 54    |

### Passeurs
|  | Passeur    | L2 | CDF | Total |
|  | x passeurs | 0  | 0   | 0     |
|  | ---------- | -- | --- | ----- |